# Pont d'Eudes
Le pont d'Eudes ou Vieux pont, aujourd'hui à l'état de vestiges éparses, fut, à l'époque médiévale et pendant plus de sept siècles, jusque dans les années 1780, le seul pont qui traversait la Loire à Tours. Auparavant, on formait un pont-volant avec des bateaux, ce qui rendait la traversée de la Loire assez périlleuse. Cela décide le comte de Tours à ériger un solide pont empierré pour résister à la fougue et aux humeurs du fleuve. Il escompte ainsi favoriser le commerce et le pèlerinage de Saint Martin et amenuiser l'avantage que son grand rival le comte d'Anjou tire du pont d'Amboise, le seul existant alors pour traverser la Loire. Le pont subira cependant bien des vicissitudes qui éprouvèrent son manque de fiabilité malgré de nombreux remaniements.
Le pont d'Eudes était le plus ancien connu à Tours à cet endroit, jusqu'à la découverte en 2000 de traces augurant l'existence de plusieurs ponts antiques, dont l'un, dit de l'île Aucard, à l'est immédiat de ses vestiges actuels. Sur cet emplacement on trouve aujourd'hui la passerelle Saint-Symphorien (dit pont de fil).

## Présentation historique
Sa construction est décidée vers 1034 par le comte de Tours Eudes II, inspiré par sa femme, la comtesse Ermengarde d'Auvergne et avec l'accord du Roi de France Henri Ier, et elle est achevée en 1037. Son architecte est inconnu. Érigé côté ville, à l'angle nord-ouest du castrum (ancienne enceinte gallo-romaine de la cité), en un lieu où l'autorité seigneuriale est déjà probablement représentée, il jouxtera directement le château de Tours édifié quelques années plus tard, après que les comtes d'Anjou se sont approprié la Touraine. Il rejoint sur la rive opposée le bourg de Saint-Symphorien au niveau du port de la « Tête noire », exploité par la puissante abbaye de Marmoutier. Cette dernière a poussé à l'édification de ce pont pour accroître ses échanges avec Tours, bipolaire à l'époque, notamment avec Châteauneuf qui est dans l'axe de la « Grande rue » qui traversait Tours d'est en ouest dans le sens de son développement urbain du moment. Le pont se trouve aussi dans l'axe d'une ancienne voie romaine qui reliait Lugdunum (Lyon) à l'Armorique et constitue au nord de Tours un débouché par la Loire, qu'offriront ensuite au sud les ponts de Saint-Lazare et Vançay (Saint-Avertin) et celui de Saint-Sauveur sur le Cher.

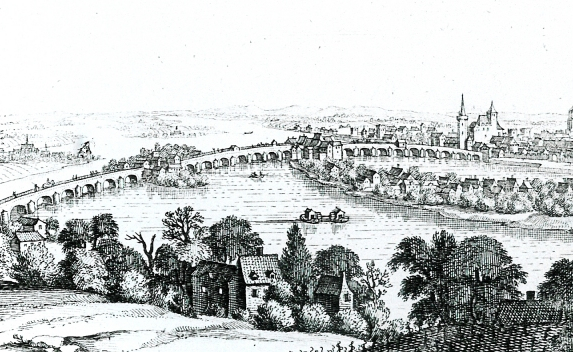
La loire au niveau du pont d'Eudes au Moyen Âge, possiblement vers le XIIe siècle

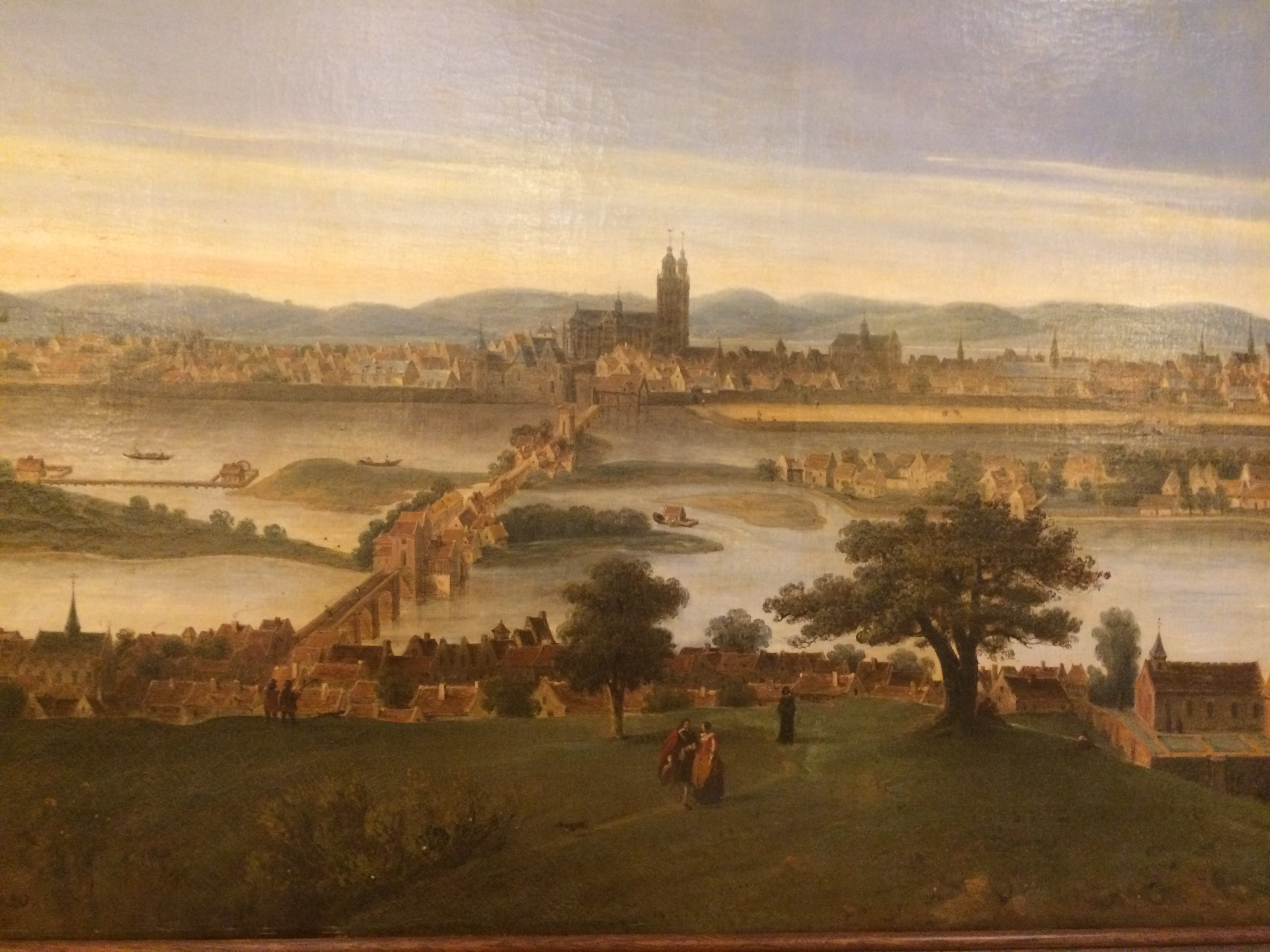
Le pont d'Eudes dans la ville de Tours du XVIIe siècle (Regnier d'après Visscher)

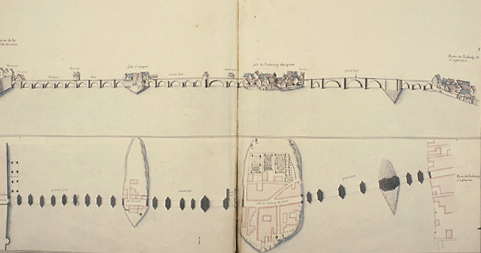
Plans du pont d'Eudes, fin XVIIe siècle, avec sa bastille (à gauche) et l'arche Ciquault (à droite), son ancrage sur les îles Saint-Jacques et de l'Entrepont, selon un alignement angulé

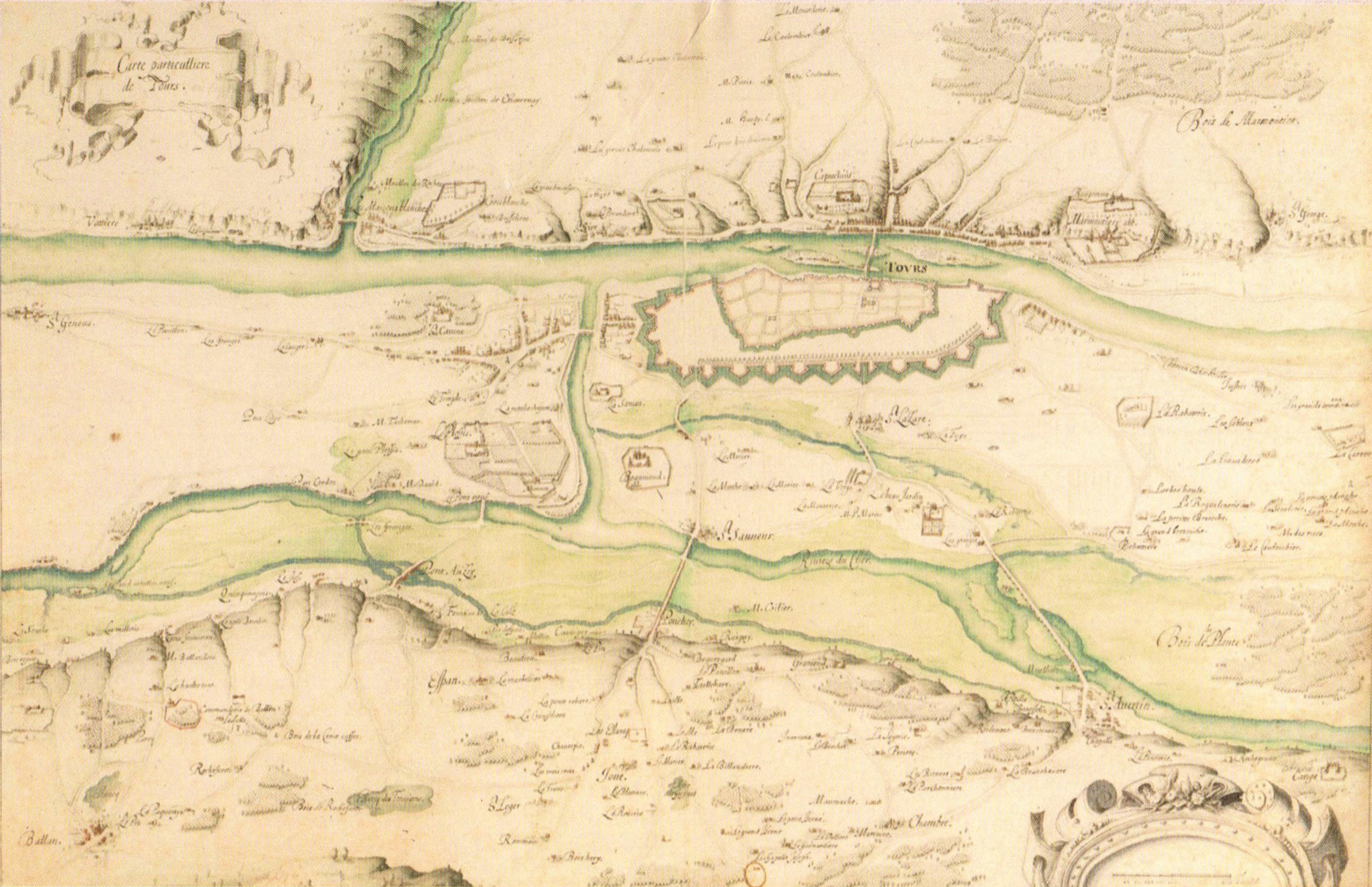
Disposition des ponts médiévaux au sud et au nord de Tours (Siette 1629)

Le pont débouchait en ville dans le « carroi des herbes » (future rue Saint Maurice et actuelle rue Lavoisier), près de « l'Écorcherie des Arcis », par la porte « Saint-Genest » (ou Genais), le long du château de Tours. Ce dernier était directement relié à la porte, ultérieurement fortifiée, par sa tour nord-ouest, au moyen d'une arcade jetée au-dessus de son fossé. Cette porte refaite en 1632 sera détruite en même temps que le pont.
Durant sa longue existence, le pont verra l'enceinte urbaine se fortifier et s'étendre le long de la Loire  en unifiant la ville vers l'ouest (clouaison de Jean le Bon et son extension) - avant que le développement urbain ne change radicalement d'orientation au XVIIIe siècle sur l'axe nord-sud ; les berges de Loire seront tardivement et vainement renforcées de levées contre les inondations - si destructrices pour lui - et les îlots sur lesquels il prend appui seront réorganisés au gré des crues et des travaux entrepris pour les besoins de la navigation fluviale.

### Principaux aspects du pont

#### Un pont exempté de péage
Il était, de par la charte qui a permis sa création, signée à Marmoutier, exempté de péage, ce qui n'était pas un mince abandon en ces temps où la féodalité pesait sur tout et qui, de surcroit, déplaisait au chapitre de l'Abbaye de Saint-Martin qui possédait les péages des passages sur la Loire pour la ville de Tours et ses environs.
Or, le pont était construit par endroits tellement bas que son tablier était souvent inondé en cas de crue. On était donc obligé de recourir à des bateaux pour aller d'une rive à l'autre ce qui, en temps normal, occasionnait des revenus au profit du chapitre de Saint-Martin mais qui revenaient à la ville si le pont était interrompu, ce qui fit naître un conflit entre les deux autorités ; en 1190, le chapitre s'était en effet engagé à prendre en charge les petites réparations du pont, en échange des droits inhérents au bac, y compris lors des crues mais c'est la ville qui finançait lorsqu'une pile était emportée, ce qui était fréquent et le plus onéreux ; il fut pour l'essentiel réglé en 1313 avec un partage des droits et une nouvelle fois en 1677 où plus aucuns droits ne furent perçus.

#### Un des premiers ponts en pierre
Il s'agissait à l'époque d'un des premiers grands ponts en pierre en France, un siècle avant celui d'Avignon parfois revendiqué comme le premier de cette ampleur. Le pont était d'autant plus long qu'il formait un angle pour s'aligner sur chacune des deux îles du fleuve sur lesquelles il prenait appui, avec, au surplus, une rive gauche (côté ville) légèrement plus reculée dans les terres qu'aujourd'hui. Toutefois, ce pont évolua au cours du temps et connut plusieurs configurations suivant les époques.
Initialement, sa construction mêlait bois et pierre, son tablier étant constitué en grande partie de planches supportant un pavage et c'est au fur et à mesure des multiples réparations et reconstructions, notamment à partir du XVe siècle, que le pont aurait fini par être complètement en pierre vers le XVIIe siècle. En forme de dos d'âne, le pont fut composé de 23 arches (mais le nombre pourrait avoir varié dans le temps), en trois tronçons mal alignés (on parlait d'ailleurs « des grands ponts de Tours » à l'époque) étroits en largeur mais comportant de distance en distance des angles ou demi-lunes qui s’ouvraient pour faciliter le passage de deux voitures qui se rencontraient. Ils étaient de hauteurs, de longueurs et de conceptions différentes et reposaient sur un énorme radier en maçonnerie. Bien que les sables ligériens se déplacèrent au cours des siècles et que la grève devant le château sera supprimée au XVe siècle, on retient que le pont sera ancré sur deux îles : l'île de l'Entrepont ou Faubourg-des-Ponts ou Saint Maurice ou du Noier (aujourd'hui à l'emplacement de l'Île Aucard) et l'extrémité est de l'île Saint Jacques ou Saint Julien, au niveau de l'îlot des Cordiers, la plus grande, qui se formera avec la disparition de la grève. Mais primitivement le chenal navigable n'était que du côté rive droite. À partir de cette rive, les six premières arches reliaient Saint-Symphorien à l'entrepont ; les sept suivantes menaient à l'île Saint-Jacques et les dix dernières, le tronçon le plus long, rejoignaient la rive gauche dominée par le château. Chacune des arches reposait sur des piles en pierre à becs aigus pour mieux résister au courant.

#### Un pont habité
Comme de nombreux ponts du Moyen Âge, celui de Tours est un pont habité. L'aplomb du pont fourmillait d'habitations et de bâtiments au niveau des îles, s'accrochant même, au-delà, aux parapets du pont, malgré de fréquents incendies. L'île Saint-Jacques était elle-même couverte d'une centaine d'habitations (depuis la naissance de l'île, habitaient là des voituriers par eau, des pêcheurs, des cordiers et des blanchisseurs ou lavandières) qui ne disparaitront qu'à l'avènement du nouveau pont lorsque l'île sera détruite,. Des constructions diverses, civiles et militaires (tourelles et ponts-levis), parfois hétéroclites, parsemèrent l'ouvrage au fil du temps, le tout laissant une impression de tristesse et de grande pauvreté, parfois repoussante. On y dénombra un moment : trois moulins (dont celui de Jehan de Lorraine et celui du seigneur de Semblançay), qui causèrent la perte de cette partie du pont en 1393, et des auberges, dont celle de « l'Arche-Pecault » où l'on venait faire commerce. Parmi les masures délabrées et miséreuses entassées sur le pont, il y avait une librairie où l'on trouvait bibles et images pieuses de mauvaise facture, tandis que d'autres boutiques piteuses proposaient des graines, des étoffes communes et des poteries aux paysans et voituriers qui passaient. Il y eut même au moins une chapelle dite de « Saint-Ciquault » (Cyquault ou Cycault) construite par les moines de l'abbaye de Marmoutier entre la 8e et la 9e arche du pont, rive droite (nord).

### Évolution du pont

#### Un pont fortifié notamment contre les Anglais

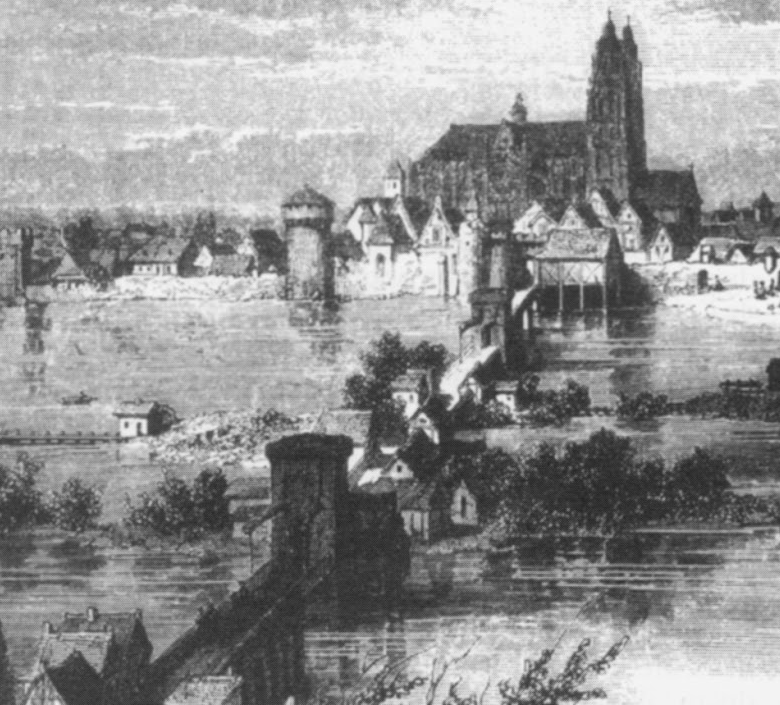
Principales fortifications du pont d'Eudes en pierres, vers 1699

À une date inconnue du XIe ou du XIIe siècle, le bourg des Arcis, immédiatement à l’ouest du castrum, est inclus dans une nouvelle enceinte de la ville médiévale. Avant que la ville ne s'étende encore plus vers l'ouest, cette extension assure directement la protection du débouché du pont. Néanmoins, pendant longtemps, le passage du pont ne fut défendu que par une porte fortifiée placée sur l'entrepont, du côté de Saint-Symphorien. Cette porte, ultérieurement refaite en 1489, était flanquées de deux tours, garnies de créneaux et de mâchicoulis. Elle sera régulièrement sculptée des armoiries royales, de celles de la ville de Tours et celles de son maire,. Lorsque la menace anglaise pesa sur la Touraine, les élus décidèrent de renforcer la défense du pont. Une tour carrée de vigie, munie d'une herse, fut ainsi construite en 1368, entre la 6e et la 7e arche du pont, à environ 110m de l'entrée de la ville et juste avant l'accès à l'entrepont. La 7e arche fut elle-même coupée et équipée d'un pont levis. On appela d'abord ce bâtiment « le portail du pont levis », puis « la Bastille ». Il fut refait vers 1560 et en 1582 on y ajouta une autre tour avec un corps de garde proche de la poterne du château et de ses puissantes tours (la « Bastille de Rabier »). Sur le pont, la nuit, on relevait les ponts levis, coupant la voie en trois tronçons et on barrait la Loire avec une chaîne qu’on levait et dont une ruelle du quartier Paul-Bert porte encore le nom. Entretemps, en 1422, il avait quand même fallu rompre le pont pour stopper l'avance de l'armée anglaise.
C'est non loin de la Bastille que, le 7 juillet 1568, le capitaine de Saint-Marin, chargé de la garde du pont, fut massacré par les habitants de Tours qui voulaient empêcher le passage des troupes du prince de Bourbon-Montpensier.
À partir de 1417, le danger de troubles semblant s'éloigner, on reconstruit et réorganise finalement le pont en pierre. Les ponts levis furent d'abord remplacés par un pont de bois fixe, puis l'arche en pierre fut rétablie, sauf à l'arche Ciquault. Cependant, par prudence, la grève sera enlevée en 1447. Finalement la ville afferma la grande Bastille, aménagée en boutiques et renforcée en 1582, à des particuliers. Mais le pont de Tours sur lequel se passa l'événement fit encore les frais d'un affrontement sanglant et destructeur pour lui entre la ligue menée par le Duc de Mayence et le roi Henri III qui avait transporté son gouvernement dans la ville en 1589 et fait enfermé le fils du Duc de Guise au château, le complot le visant échouant à l'attirer dans une embuscade aux abords du pont.

#### Un pont fragilisé par les accidents et le défaut d'entretien
En plus des destructions volontaires en période de troubles, la très longue vie du pont (près de 750 ans) fut en raison même de sa construction fragile et complexe, jalonnée de très nombreux incidents, parfois majeurs (12 destructions totales entre 1391 et 1762), notamment consécutifs au mauvais entretien, aux incendies, surtout aux embâcles et débâcles, du fait d'inondations mémorables et des glaces charriées par un fort courant, ce qui fut particulièrement fréquent à la fin du Moyen Âge que les climatologues qualifièrent de « petits âge glaciaire ». Ils furent suivis de reconstructions pas toujours bien réalisées et qui parfois se firent attendre car il fallait les financer. Le roi, la ville, l'Église y participent (par exemple, en 1310, le roi Philippe le Bel accorde 12 arpents d'une forêt pour la réparation du pont et la Bulle du 26 juin 1343 de Clément VI accorde des indulgences à tous les fidèles contribuant aux réparations) mais d'innombrables chicanes éclatent entre les différentes autorités responsables qui sont autant de prétextes pour ne pas intervenir. Par exemple, dans les années 1410, la ville impose une taille locale à laquelle les gens d'église sont invités à contribuer. Ils acceptent, excepté l'abbaye de Marmoutier qui refuse d'assurer sa part en restaurant la chapelle Saint-Ciquault menacée de ruine. Les besoins de reconstruction du pont se renouvelant fréquemment en s'ajoutant à d'autres contributions pour le renfort des berges ou les fortifications, les religieux refusent de contribuer à nouveau. De manière récurrente, des procès s'ensuivent qui durent jusqu'au XVIIIe siècle bien qu'ils donnent à chaque fois raison à la ville. Mais cela ira parfois jusqu'à l'excommunication et l'intimidation directe. Cependant, au milieu du XVIe, le chapitre de Saint-Martin et la ville font cause commune pour s'opposer aux prétentions du duc d'Alençon, seigneur du "Comté des ponts de Tours" dans un célèbre procès et pendant ce temps les réparations tardent. Au XVIIe siècle, sa vétusté est tellement criante qu'en 1626, pour la visite du roi Louis XIII, le pont doit être étayé.

#### Un pont vétuste sur un axe obsolète
La nécessité de la construction d'un nouveau pont, plus résistant aux caprices de la nature et plus large, apparaît alors clairement et fait l'objet de nombreuses pétitions des tourangeaux. C'est entre 1765 et 1778 que le « pont Neuf » ou pont royal (actuel pont « Wilson ») est construit plus à l'ouest, sur la grande artère nord-sud constituée à Tours lors des grands travaux d'urbanisme du XVIIIe siècle entrepris par l'intendant François-Pierre du Cluzel. La nouvelle orientation de cet axe change la donne pour Tours, qui avec le pont du Sanitas érigé en 1745 sur le Cher au sud et le percement de la tranchée au nord dans le prolongement de la rue royale nouvelle (rue nationale), est appelé à devenir un carrefour important sur la route de l'Espagne, supplantant ainsi définitivement Amboise.

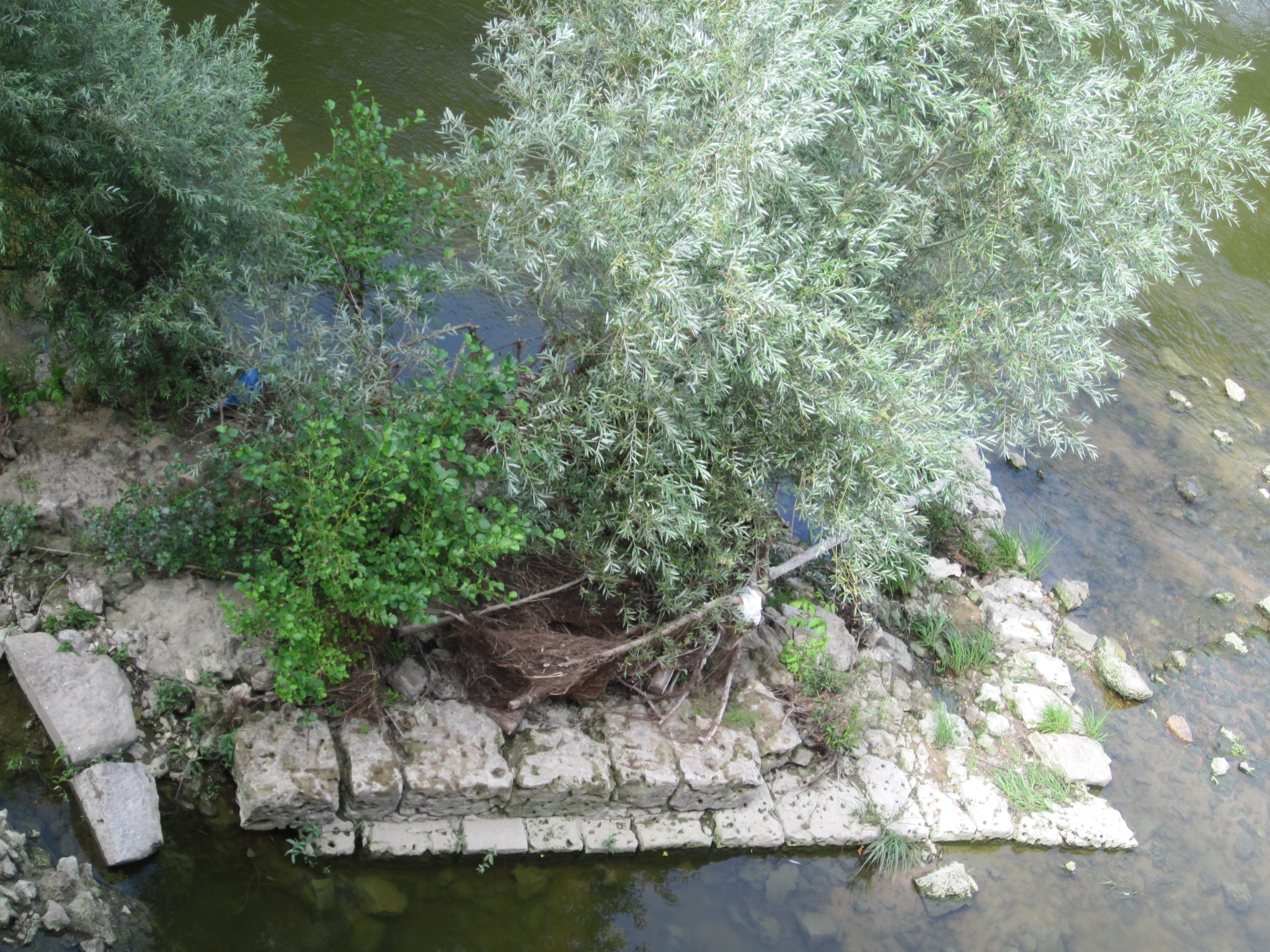
Aujourd'hui : vestiges en pierre du vieux pont, côté nord, vus du Pont de fil

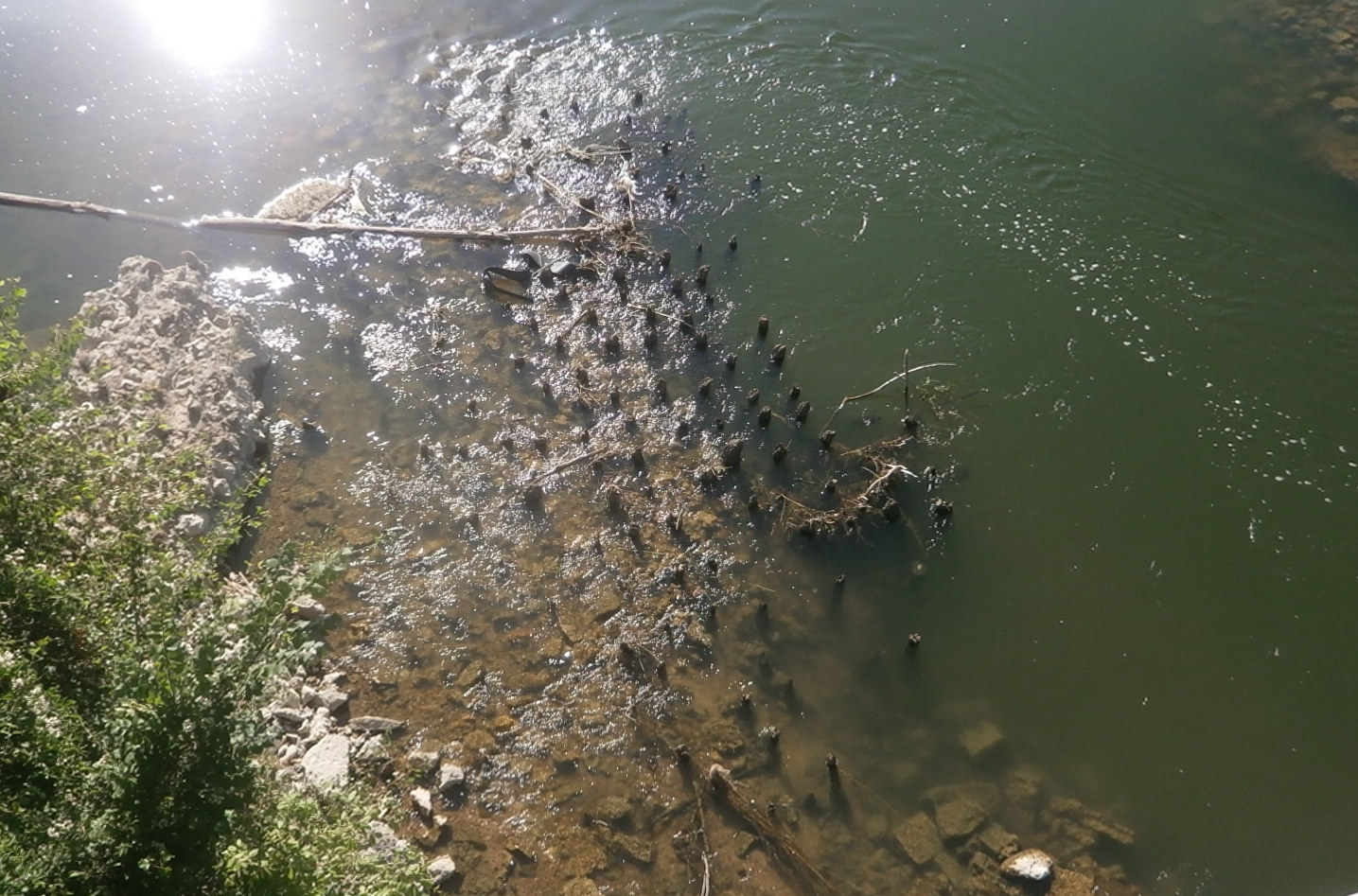
Aujourd'hui : aperçu des pieux formant les fondations du vieux pont (aplomb du pont de fil, côté est, premier tiers sud)

Le pont d'Eudes n'est pas réparé après la crue de 1755, aggravée des conséquences de celles de 1758 et 1762. Seule une passerelle de fortune est finalement jetée au-dessus des arches emportées. On commence son démantèlement sauvage à partir de 1778, date où le nouveau pont (futur pont Wilson) qui n'est pourtant pas achevé est néanmoins déjà utilisable. Il est définitivement désaffecté et sa démolition est adjugée à un certain Lourdaud le 18 août 1784. Celle-ci commence deux ans plus tard, servant de carrière, en particulier pour la prison de Tours ce qui laissera les tourangeaux démunis lorsqu'en 1789, la débâcle emportera les piles du nouveau pont.

### Époque moderne
Quelques arches ruinées du vieux pont subsistent rive droite jusqu'au XIXe siècle, comme des ruines « romantiques » ; mais elles finissent par être détruites par sécurité pour la navigation fluviale.
Sensiblement à l'emplacement du pont d'Eudes, moins de 10 m à l'ouest, se trouve actuellement la passerelle Saint-Symphorien (ou « Pont de fil »), ouverte en 1847.
Les derniers éléments du pont d'Eudes furent déblayés à la fin de l'été 1978. Aujourd'hui, il ne reste de ce pont que quelques pierres et pieux visibles uniquement en basses-eaux, en contrebas du côté est de la passerelle (v. illustrations).
Les sécheresses de 2003 et 2011 ont permis d'analyser les traces plus en détail pour rechercher et dater les différentes reconstructions du pont ayant pu remplacer la structure originelle. Les prélèvements ont porté sur les ruines des fondations, qui se présentent sous la forme de piquets de bois maintenus dans la même position qu'à l'origine (à la verticale). Il s'agit de connaître les arbres utilisés et la période à laquelle ils ont été abattus et façonnés, pour donner une meilleure idée de l'époque de l'ouvrage, ainsi que du délai nécessaire à sa construction. Cette recherche est conduite par le département archéologique de l'université de Tours, en association avec les services d'archéologie du conseil général et régional, ainsi que l'Institut national de recherches archéologiques préventives,.

## Vues du pont après sa désaffectation

Le Pont d'Eudes (et les restes de sa Bastille) avant sa destruction, avec son arche emportée par la crue de 1755 (Rougeot)
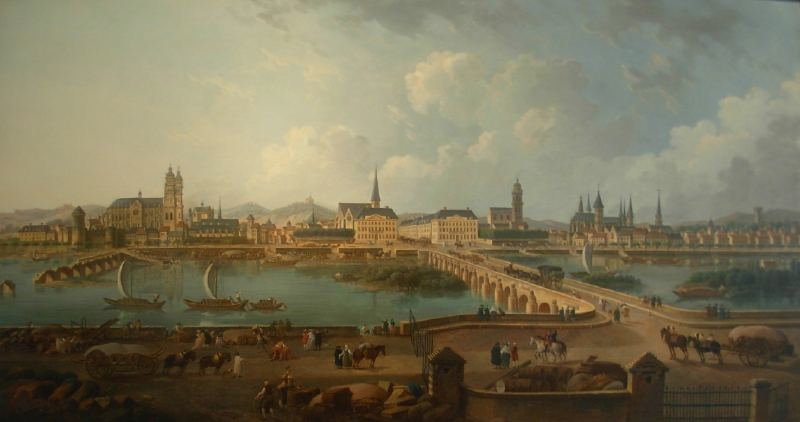
L'ancien pont (Eudes) en cours de démantèlement et le nouveau pont (Wilson) vers 1786 (Demachy)
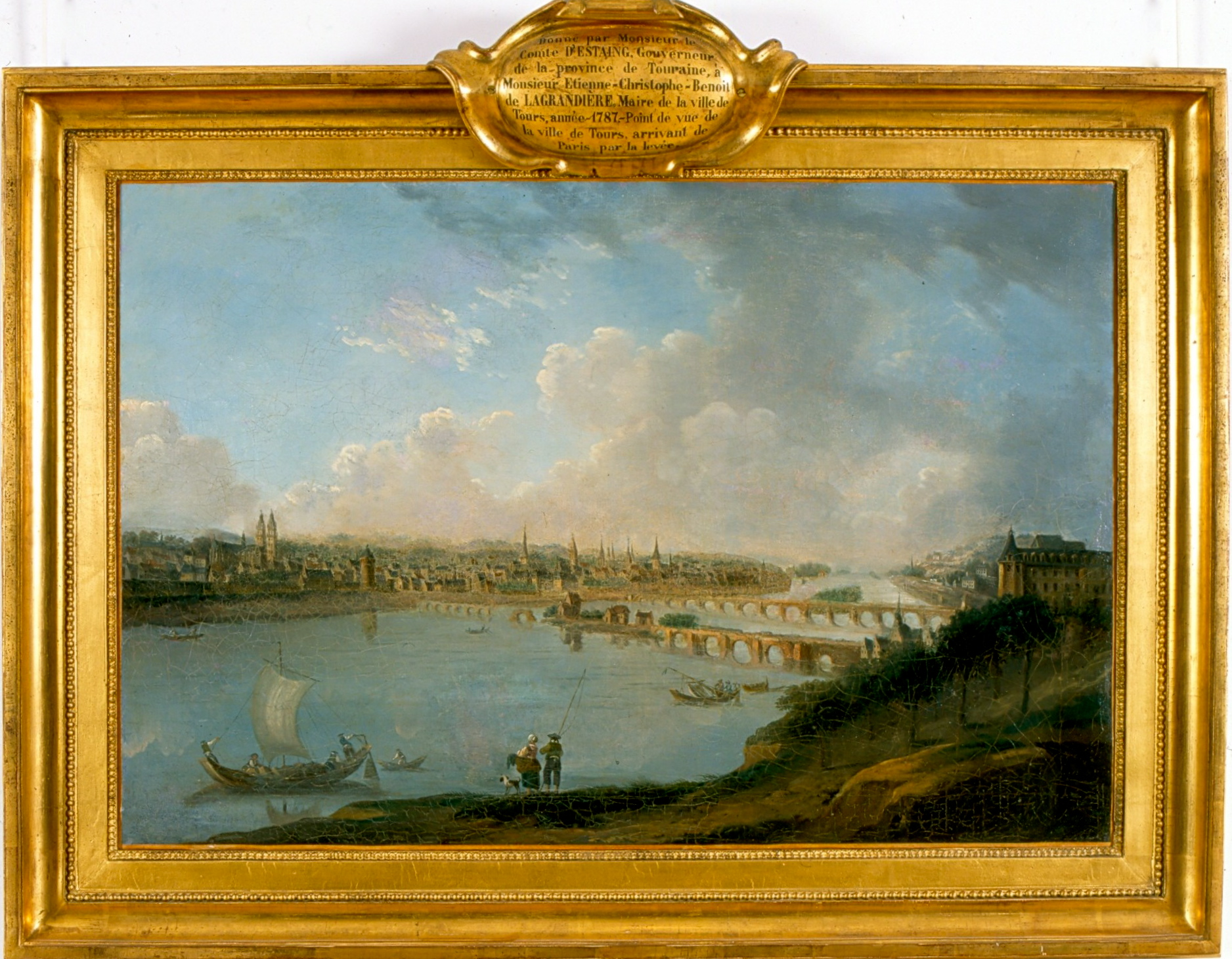
L'ancien pont (Eudes) en cours de démantèlement et le nouveau pont (Wilson) vers 1787 (Rougeot)
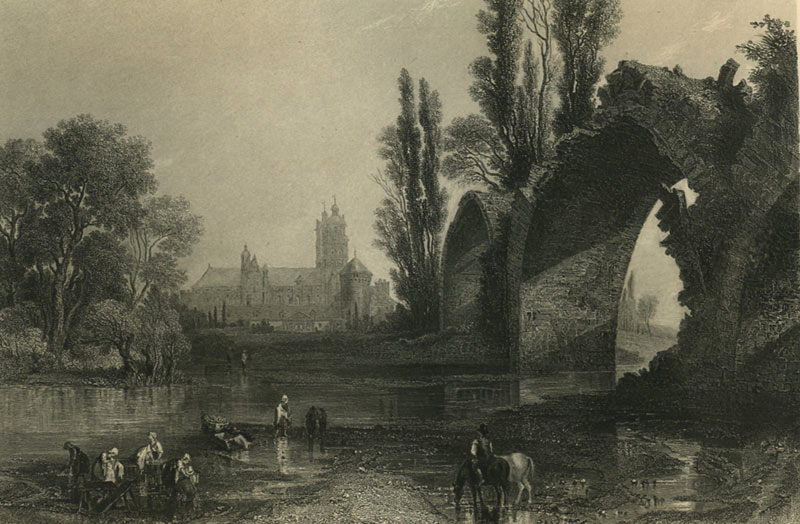
Ruines romantiques du pont d'Eudes subsistant, sur la rive droite, encore au XIXe siècle